# Chris Benoit
Pour les articles homonymes, voir Benoit.
 (avril 2025).
Si vous disposez d'ouvrages ou d'articles de référence ou si vous connaissez des sites web de qualité traitant du thème abordé ici, merci de compléter l'article en donnant les références utiles à sa vérifiabilité et en les liant à la section « Notes et références ».
En pratique : Quelles sources sont attendues ? Comment ajouter mes sources ?
Christopher Michael Benoit (API: bə'nwɑ), né le 21 mai 1967 à Montréal (Canada) et mort le 24 juin 2007 à Fayetteville (États-Unis) est un lutteur professionnel (catcheur) canadien connu pour son travail à la New Japan Pro Wrestling (NJPW), World Championship Wrestling (WCW), World Wrestling Federation/Entertainment (WWF/WWE) ainsi qu'à la Extreme Championship Wrestling (ECW).
Il a été deux fois champion du monde (une fois champion du monde poids-lourds de la WCW et une fois champion du monde poids-lourds de la WWE) et quadruple champion du monde par équipe (trois fois champion du monde par équipe de la WWE - une fois avec Chris Jericho et deux fois avec Edge - et le premier Champion par équipe de la WWE avec Kurt Angle). Il a aussi été cinq fois champion des États-Unis et quatre fois champion intercontinental.
Il est retrouvé mort à son domicile à Atlanta, ainsi que sa femme Nancy (43 ans) et son fils de sept ans Daniel, le 24 juin 2007. L'enquête a établi que Chris Benoit a tué sa femme et son fils avant de se suicider. Sa mort entraîna une controverse sur Wikipédia en anglais qui évoqua le drame avant sa découverte par la police.

## Carrière

### Débuts à la Stampede Wrestling et passages au Mexique et à la New Japan Pro Wrestling (1985-1992)
Chris Benoit est fan de catch depuis son enfance et il a eu comme idole le Dynamite Kid. Il s'est entraîné auprès de Stu Hart et a débuté dans la fédération de ce dernier, la Stampede Wrestling, en décembre 1985. Il y remporte ses premiers titres en devenant entre 1985 et 1989 champion international par équipe à quatre reprises (avec Ben Bassarab (en), Keith Hart (en), Lance Idol et Beef Wellington) et quadruple champion poids-lourds du British Commonwealth,.
Grâce aux contacts de Stu Hart au Japon, Christopher part à plusieurs reprises au Japon où après avoir lutté sous son véritable nom en 1987 il devient Dynamite Chris avant d'enfiler un masque pour devenir Pegasus Kid,. C'est sous ce nom qu'il a remporté le championnat poids-louds Junior IWGP le 19 août 1990 après sa victoire sur Jushin Thunder Liger,. Il perd son titre face à Liger le 1er novembre et perd son masque face à ce dernier le 4 juillet 1991 après sa défaite dans un Mask vs. Mask match,. Il revient à la New Japan après un bref passage en Autriche à la Catch Wrestling Association et adopte le nom de Wild Pegasus.

### World Championship Wrestling (1992-1993)
Chris Benoit travaille pour la première fois à la WCW en juin 1992, faisant équipe avec le catcheur canadien Beef Wellington (en) pour le tournoi du titre NWA World Tag Team; ils furent battus par Brian Pillman et Jushin Liger au premier tour. Il ne retourna plus à la WCW, jusqu'en janvier 1993 au Clash of the Champions, battant Brad Armstrong. Un mois plus tard au SuperBrawl III, il amenait Too Cold Scorpio à la limite, mais perdait sur le tombé juste trois secondes avant la fin de la limite de temps des 20 minutes. Au même moment, il faisait équipe avec Bobby Eaton. Après que lui et Eaton eurent perdu face à Scorpio et Marcus Bagwell à Slamboree, Benoit décida de retourner au Japon.

### Extreme Championship Wrestling (1994-1995)
En 1994, Benoit signa avec la Extreme Championship Wrestling (ECW). Ici, il abandonna le gimmick du "Pegasus", devenant The Canadian Crippler, du fait de son style rude, et à la suite d'un accident quand il portait Rocco Rock avec une powerbomb à travers une table. Par coïncidence, après avoir pris cette nouvelle gimmick, Benoit était impliqué dans un match avec Sabu durant lequel Sabu brisa malencontreusement sa nuque.
Benoit et Dean Malenko remportèrent le ECW Tag Team Championship de Sabu et The Tazmaniac en février 1995. Après la victoire, ils formaient un clan à trois, mené par le ECW World Heavyweight Champion, Shane Douglas. L'équipe perdit les titres au profit des Public Enemy au mois d'avril à ECW's Three Way Dance.

### Retour à la World Championship Wrestling (1995-2000)

#### Rivalité avec Kévin Sullivan (1995-1997)
New Japan Pro Wrestling et World Championship Wrestling (WCW) travaillaient ensemble, et avec leur programme "d'échange de talent", Benoit signa à la WCW fin 1995/début 1996. Il débutait à la WCW en tant que membre de la division cruiserweight, ayant beaucoup de matchs contre bon nombre de ses anciens rivaux au Japon.
Après avoir été assez impressionnant, il devenait un membre du gang reformé des Four Horsemen en 1995, aux côtés de Ric Flair, Arn Anderson, et Brian Pillman. Quand Pillman quitta la compagnie pour la WWF, Benoit fut placé dans une rivalité avec Kevin Sullivan (qui était aussi scripteur). Sullivan scriptait une rivalité dans laquelle Benoit flirtait avec la femme de Sullivan, Nancy (aussi connue comme Woman). Benoit et Nancy étaient contraint de passer du temps ensemble pour faire paraître l'histoire comme vraie (tenir la main en public, aller dans les chambres d'hôtels, etc.). À cause de cela, Sullivan et Benoit ont eu une relation difficile dans les coulisses, alors que Benoit battait Sullivan dans un match de retraite. Benoit, cependant, admettait avoir du respect pour Sullivan, disant dans le DVD Hard Knocks: The Chris Benoit Story que Sullivan n'a jamais abusé de son pouvoir pendant leur rivalité sur le ring, même s'il blâmait Benoit pour avoir cassé son mariage.

#### WCW World Tag Team Champion avec Dean Malenko (1998-2000)
En 1998, Benoit avait une longue rivalité avec Booker T. Ils se sont combattus pour le WCW World Television Championship jusqu’à ce que Booker perde le titre contre Fit Finlay. Booker a remporté une "Best-of-Seven" series qui était organisé entre les deux pour déterminer le challenger numéro un. Benoit menait 3 à 1 avant que Booker revienne, remportant le 7e et dernier match à Monday Nitro. Pendant le match, Bret Hart s'invitait, interférait en faveur de Benoit pour le faire venir à la New World Order. Benoit refusait de gagner de cette manière et disait à l'arbitre ce qui s'est passé, se faisant disqualifié. Booker refusait cette victoire, optant à la place pour un huitième match au Great American Bash 1998 pour voir qui irait combattre Finlay plus tard dans la soirée. Booker remportait ce dernier match et battait Finlay pour le titre. Cette rivalité a élevé les deux compétiteurs dans le statut du haut niveau, et les deux restèrent au sommet du bas de la carte par la suite.
En 1999, Benoit faisait équipe avec Dean Malenko une nouvelle fois et ainsi battaient Curt Hennig et Barry Windham pour remporter le WCW World Tag Team Championship. Ceci menait à une nouvelle réformation des Four Horsemen avec les champions par équipe, Anderson, et Steve "Mongo" McMichael. Après un différend avec les deux derniers, Benoit et Malenko quittaient les Horsemen. Lors d'un Monday Nitro du 7 juin, c'était la dernière fois que Benoit faisait équipe avec Flair et surtout la fin de l'association de Benoit avec les Horsemen. Pendant le match ou il combattait Diamond Dallas Page et Bam Bam Bigelow pour les titres par équipes avec Flair, Flair le trahissait en refusant de taper la main de Benoit en souriant et ensuite alors qu'Arn Anderson commençait à se demander à Flair Perry Saturn courait en tapant la main de Benoit ce qui permet de gagner encore les titres par équipes. Cependant lors du Thunder du 10 juin, Flair retirait leurs titres car, Sautrn ne faisait pas partie du match alors après avoir combattu Chris Kanyon l'arbitre Scott Anderson sonnait le match et le match fut alors pour les championnats par équipe que Saturn et Benoit gagnent. D'ailleurs pendant ce match Dean Malenko et Arn Anderson arrivaient en tentant de taper la main de Benoit mais c'est finalement Saturn qui réussit à taper la main de Benoit. Plus tard en 1999, il remportait le WCW United States Championship avant de réunir Malenko, Perry Saturn, et Shane Douglas pour former "The Revolution". The Revolution (mélange de kayfabe et réalité) était un groupe de jeunes catcheurs qui se sentaient méprisés par la direction de la WCW, croyant qu'ils ne leur ont jamais donné la chance de devenir des stars, et ainsi les mettre en avant à la place des anciens. Le match le plus notable de Benoit en 1999 est celui avec Bret Hart lors de WCW Nitro en octobre 1999, à Kansas City (Missouri), en hommage à Owen Hart, qui était mort récemment à cause du dysfonctionnement d'un équipement. Après avoir combattu Bret Hart, Shane Douglas commença à critiquer lui, Malenko et Saturn en lui accusant qu'il ne s'occupait pas de la Revolution ce qui amène Benoit et Malenko à quitter la Révolution en octobre.
En janvier 2000, la WCW faisait un dernier essai pour conserver Benoit, et ainsi ce dernier remportait le WCW World Heavyweight Championship à Souled Out. Cependant, à cause de désaccords avec la direction et pour protester contre la promotion de Kevin Sullivan en tant que scripteur en chef, Benoit quittait la fédération le lendemain aux côtés de ses amis Eddie Guerrero, Dean Malenko, et Perry Saturn, abandonnant du coup le titre.

### World Wrestling Federation/Entertainment (2000-2007)

#### Rivalité avec Kurt Angle (2000-2001)
Avec Guererro, Saturn et Malenko, Benoit débutait à la WWF dans l'équipe qui devenait The Radicalz. Après avoir perdu leurs premiers matchs, The Radicalz s'alliaient avec le WWF Champion Triple H et devenaient une équipe heel. Benoit gagna rapidement son premier titre à la WWF juste un mois plus tard à WrestleMania 2000, effectuant le tombé sur Chris Jericho dans un triple threat match pour remporter le titre Intercontinental de Kurt Angle. Benoit entrait ensuite dans une longue rivalité avec Jericho, qui se moquait du comportement de Benoit en le comparant constamment à Mr. Roboto à cause de sa personnalité froide. Benoit et Jericho se rencontrèrent en PPV quatre fois en neuf mois, s'échangeant les titres jusqu’à ce que Jericho batte Benoit dans un match de l'échelle au Royal Rumble 2001. Benoit remportait le titre Intercontinental trois fois entre avril 2000 et janvier 2001.
C'était également dans cette période que Benoit catchait dans ses premiers main-events dans des pay per views de la WWF, défiant The Rock pour le titre en juillet 2000 et dans un fatal four way match en septembre. Les deux fois, Benoit remportait le WWF Championship, mais la décision était renversée par le commissionnaire Mick Foley à cause de tricheries de la part de Benoit.
Début 2001, Benoit quittait les Radicalz (qui s'étaient reformés trois mois plus tôt) et devenait babyface, rivalisant en premier avec ses anciens coéquipiers et ensuite avec Kurt Angle, qu'il affrontait à WrestleMania X-Seven et continuait de rivaliser avec par la suite en lui volant sa précieuse Médaille d'Or Olympique, amenant à un match lors de Judgement Day 2001 où Angle remportait un match au meilleur des trois manches avec l'aide de Edge et Christian. En réponse, Benoit faisait équipe avec son ancien rival Jericho pour battre Edge et Christian lors du tournoi Tag Team qui se déroulait la même soirée.
Le lendemain à WWE Raw à San Jose, Jericho et Benoit défiaient les WWF Tag Team Champions Steve Austin et Triple H pour leurs titres. Jericho et Benoit mettaient fin à leur règne et utilisaient cette victoire comme un tremplin pour défier Austin pour son titre mondial. Benoit avait deux matchs de championnat la semaine suivante, le premier perdu avec un Montréal Screwjob à Calgary et le deuxième où Austin battait Benoit dans sa propre ville de Edmonton. Malheureusement, dans cette même période venait un four-way TLC match où Benoit souffrait d'une blessure à la nuque qui l'a contraint à une opération de la part du Dr. Lloyd Youngblood (en). Malgré ceci, il travailla jusqu'au King Of The Ring 2001, où il s'est fait battre dans un triple threat match contre Austin et Jericho. Benoit rata l'année suivante à cause de sa blessure.

#### Alliance avec Eddie Guerrero (2002-2004)

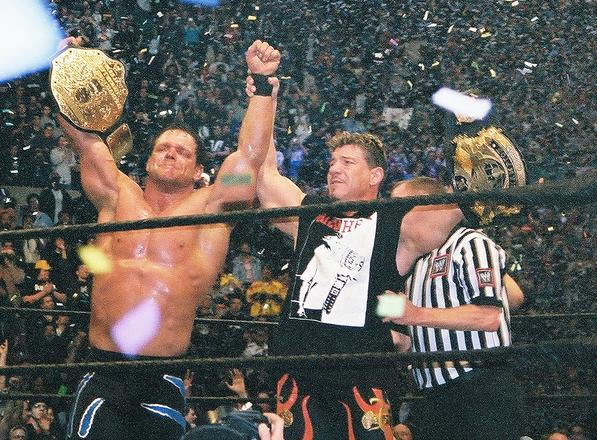
Benoit à Wrestlemania.

Pendant le premier WWE Draft, il était choisi par Vince McMahon en troisième position pour faire partie du nouveau roster SmackDown!, bien qu'il restait encore sur la liste des blessés. Cependant, quand il revint, il était un membre du roster de RAW. La soirée de son retour, il tourne heel une fois de plus et s'alliait avec Eddie Guerrero, alors qu'il rivalisait brièvement avec Steve Austin. Lors du WWE Raw du 29 juillet, Benoit gagne en trichant avec les cordes pour gagner son quatrième championnat intercontinental contre RVD et alors que le titre était sous forme de la WWF pas WWE que le titre changera en mai 2003.Lui et Eddie Guerrero s'en allèrent ensuite à SmackDown! Pendant une storyline de "saison ouverte" en ce qui concerne les contrats des catcheurs, avec Benoit amenant son titre Intercontinental avec lui. Rob Van Dam battait Benoit au SummerSlam 2002 et ainsi ramenait le titre à RAW.
Après être retourné à SmackDown! en octobre, il était couronné premier vainqueur du WWE Tag Team Championship, avec son partenaire Kurt Angle. Ils tournèrent tous les deux faces en s'en prenant à Los Guerreros. Les deux faisaient une remarquable équipe, mais ne pouvaient pas se supporter l'un et l'autre.
Angle remporta son troisième WWE Championship face au Big Show à Armageddon 2002, et Benoit l'affronta pour le titre au Royal Rumble 2003. Bien que Benoit perdit le match, il reçut une standing ovation pour ses efforts après un match de haute volture. Benoit retourna dans la catégorie des Tag Teams, faisant équipe avec le revenant Rhyno. À WrestleMania XIX, les WWE Tag Team Champions, Charlie Haas et Shelton Benjamin, mettaient leurs titres en jeu contre Benoit et son partenaire Rhyno ainsi que Los Guerreros dans un triple threat tag team match. Team Angle conservait le titre quand Shelton Benjamin effectue le tombé sur Chavo Guerrero.
Benoit rivalise avec John Cena et les Full Blooded Italians, faisant équipe avec Rhyno occasionnellement. En juin 2003, le WWE United States Championship était réactivé, et Benoit participe à un tournoi comptant pour le titre, battant en premier Rhyno, ensuite Matt Hardy lors du second tour, mais perdant la finale face à Eddie Guerrero lors de Vengeance 2003. Les deux rivalisaient pour le titre le mois suivant, et la popularité de Benoit, quant à elle, n'arrêtait pas de grimper. Il a battu A-Train, The Big Show, et Brock Lesnar par soumission. Le General Manager Paul Heyman engagea une vendetta contre Benoit avec le soutien de Lesnar, l'empêchant de recevoir un match de championnat pour le titre WWE de Lesnar. Quand Benoit remporta un match de qualification pour le Royal Rumble 2004 face aux Full Blooded Italians dans un Gauntlet Match, Heyman lui donna le numéro un lors de son entrée, mais Benoit, lui, n'abandonna pas et jura qu'il s'imposerait, Heyman contraint de lui céder une place au Royal Rumble lui imposa le numéro 1.

#### World Heavyweight Champion et rivalité avec Triple H (2004)

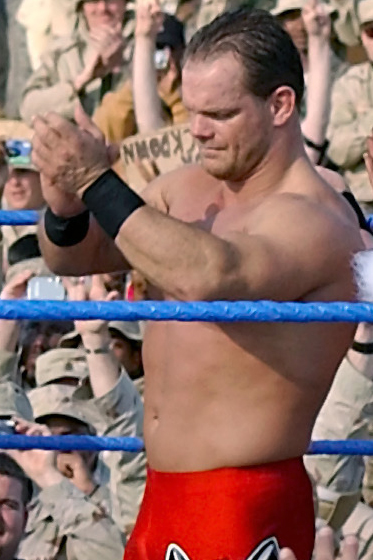
Chris Benoit devant les troupes de la coalition au camp Victory à Bagdad, en Irak.

Le 25 janvier 2004 Benoit remporta le Royal Rumble 2004 en éliminant en dernier le Big Show, remportant ainsi un match de championnat pour le WWE Championship à WrestleMania XX. De même que tous les vainqueurs depuis 1993, le vainqueur du Royal Rumble reçoit un match de championnat dans le main event de WrestleMania. Benoit, alors dans la division SmackDown!, se porte sur le WWE Championship. Benoit, cependant, utilisa une « échappatoire » dans les règles et défie le World Heavyweight Champion Triple H. Cette clause « échappatoire » est devenue une pratique régulière, le vainqueur du Royal Rumble est libre de choisir pour quel titre il va se battre.
Avec cette victoire, Benoit devint le deuxième homme à être entré numéro 1 et remporté le Royal Rumble (Shawn Michaels étant le premier, au Royal Rumble 1995).
Le match était un l'origine à un contre un, mais Shawn Michaels, qui avait un Last Man Standing match contre Triple H au Royal Rumble pour le World Heavyweight Championship qui s'est terminé en nul, affirmait qu'il méritait un autre combat. Alors que Benoit signe le contrat le plaçant dans le main event, Michaels l'a superkické et signait à sa place sur le contrat, qui devenait ainsi un Triple Threat Match entre Michaels, Benoit, et le champion, Triple H.
Le 14 mars 2004, à WrestleMania XX, Chris Benoit remporte le World Heavyweight Championship en faisant abandonner Triple H avec sa prise de finition, le Crippler Crossface. C'était la première fois qu'un main event de WrestleMania s'achevait avec une soumission (cela arrivera de nouveau à WrestleMania 22, WrestleMania 23, WrestleMania XXIV, wrestlemania XXVI et WrestleMania XXX). Après le match, un Benoit émotionnel célèbre sa victoire avec, à l'époque, l'actuel WWE Champion et son meilleur ami, Eddie Guerrero. Quatre années après leur arrivée ensemble à la WWE, ils se tenaient sur le ring au Madison Square Garden, chacun en tant que champion du Monde. Cette victoire est considérée comme la plus grande dans les 19 années de carrière de Benoit, alors qu'il remportait son deuxième Championnat du Monde officiel dans le main event du plus gros show de l'année (le match fut élu match de l'année par le PWI).
C'était le premier règne de Champion du Monde de Benoit. Le match revanche était tenu à Backlash 2004 dans la ville de Benoit, Edmonton, au Canada. Ce match était un Triple Threat match, qui comprenait Triple H et Shawn Michaels. Michaels abandonna sur le Sharpshooter de Benoit, permettant à Benoit de conserver le titre, prouvant encore qu'il était digne du main event. La nuit suivante, à Calgary, lui et Edge remportèrent les titres par équipe de Batista et Ric Flair, faisant de Benoit un double champion.
À RAW, Benoit battait Triple H dans un Iron man match d'une heure. Benoit ouvrait le score sur un tombé après une tentative de Crossface. Triple H renversait le cours du match en prenant l'avantage 3-1 avec un tombé à la suite d'un pedigree, un autre à la suite d'un spinebuster, et une décision de décompte à l'extérieur. Après que Benoit égalisait à 3-3 grâce au sharpshooter et au crippler crossface, Benoit effectuait le dernier tombé de la gagne (à cause de l'intervention extérieure de Eugene) pour conserver le titre.

#### Perte du titre et rivalité avec Edge (2004-2005)
Le 15 août 2004, Chris Benoit était battu par Randy Orton pour le World Heavyweight Championship au SummerSlam. Ce changement de titre est notable car il est rare pour un top face de perdre de manière "clean" face à un heel. Son règne dura 5 mois, et il remporta 7 victoires consécutives en pay-per-view. Benoit ensuite rivalisa avec Edge jusqu’à Taboo Tuesday où Chris Benoit, Edge, et Shawn Michaels étaient tous dans un vote pour voir qui affronterait Triple H pour le World Heavyweight Title cette nuit. Michaels reçut le plus de votes, Edge et Benoit étaient donc contraints de faire équipe pour affronter les champions par équipe, La Résistance, la même soirée. Cependant, Edge laissa Benoit pendant le match et Benoit fut obligé de faire le boulot tout seul face à La Resistance pour remporter les titres. Au Survivor Series 2004, Benoit était du côté de l'équipe de Randy Orton alors que Edge était dans celle à Triple H. Edge a pu effectuer le tombé sur Benoit après un Pedigree, mais l'équipe de Orton l'emportait.
La rivalité Benoit-Edge s'arrêtait à New Years Revolution. Edge rivalisait désormais avec Shawn Michaels, et Benoit se préparait au Royal Rumble. Les deux continuaient quand même à avoir des matchs ensemble dans les semaines suivantes dont le Money in the Bank ladder match de WrestleMania 21 comprenant aussi Chris Jericho, Shelton Benjamin, Kane, et Christian. Edge remportait le match après avoir fait tomber Benoit de l'échelle après un coup de chaise. La rivalité s'acheva finalement avec un Last Man Standing Match à Backlash 2005. Edge l'emportait après avoir frappé Benoit à la nuque.

#### United States Champion (2005-2006)
Le 9 juin 2005, Benoit retournait à SmackDown! après avoir été le premier sélectionné par SmackDown! dans la WWE Draft Lottery de 2005, et participait à l'insurrection de la ECW contre les heels de SmackDown!. Benoit apparut à ECW One Night Stand, battant Eddie Guerrero grâce au Crippler Crossface. À la fin de la soirée, il affligeait un flying headbutt à son ancien patron à la WCW et ancien General Manager de RAW, Eric Bischoff.
Le 24 juillet 2005 au Great American Bash 2005, Benoit a échoué dans la conquête du WWE United States Championship d'Orlando Jordan, mais il l'a affronté dans un match revanche à SummerSlam 2005. Benoit battait par abandon Jordan en 25 secondes avec le Crippler Crossface pour remporter le titre. Dans les deux éditions suivantes de SmackDown!, Benoit battait Jordan en 23,4 secondes et 22,5 secondes grâce au Crippler Crossface. Deux semaines plus tard, Benoit battait encore Jordan avec le Crippler Crossface en 49,8 secondes. Benoit commença ensuite à affronter amicalement Booker T, mais c'était un stratagème, Booker et sa femme, Sharmell, trichaient contre Benoit pour récupérer le titre US dans un épisode de SmackDown!.
Chris Benoit apparaissait à RAW le 14 novembre 2005 pour le show spécial en hommage à Eddie Guerrero comprenant les superstars de RAW et SmackDown!. Benoit était dévasté à la suite de la perte de son meilleur ami et était très émotionnel dans un témoignage, où il disait qu'il aimait Eddie et ne l'oublierait jamais, avant de fondre en larmes. La même semaine à SmackDown! (enregistré le même soir que RAW), Benoit battait Triple H dans un match hommage à son ami défunt. Après le match, Benoit, Helmsley, et Dean Malenko se rassemblèrent tous les trois sur le ring et pointèrent le ciel pour saluer Guerrero.
Après avoir perdu le titre US dans la controverse face à Booker T, Theodore Long organisa un "Best of Seven" series entre les deux. Booker T remporta trois victoires de suite, grâce aux interventions de sa femme, Chris Benoit affrontait alors une probable élimination. Benoit gagna le quatrième match pour rester dans le jeu, mais par la suite, Booker souffrit d'une blessure à l'aine, et Randy Orton fut choisi pour le remplacer, mais Benoit battit Orton deux fois par disqualification. Cependant, dans le 7e et dernier match, Orton battit Benoit avec l'aide de Booker T, Sharmell, et Orlando Jordan, permettant à Booker de récupérer le titre US. Benoit rivalisa avec Orton pour peu de temps, juste pour combattre contre Booker pour le titre US. Benoit s'est vu donné une dernière chance de remporter le titre US à No Way Out 2006 et il gagna en faisant abandonner Booker sur le Crippler Crossface, terminant leur rivalité. Par la suite, Benoit bat Randy Orton dans un No Holds Barred match à SmackDown! avec le Crippler Crossface.
La semaine suivante à SmackDown!, Benoit brisa la main de JBL (JBL avait besoin d'une opération pour retirer un kyste). Un match fut organisé entre les deux à WrestleMania 22 pour le titre de Benoit, et pour les semaines suivantes, ils s'attaquaient l'un et l'autre. JBL remportait le match et le titre sur tombé en s'aidant des cordes. Benoit utilisa sa clause de match revanche dans un match en cage à SmackDown!, mais JBL l'emporta de nouveau de manière illégale.
Benoit participe au tournoi King Of The Ring 2006, pour être battu par Finlay dès le premier tour, après que Finlay ait frappé la nuque de Benoit avec une chaise et porté son Celtic Cross. À Judgment Day 2006 Benoit prit sa revanche en battant Finlay avec le Crippler Crossface dans un grand match. Dans l'édition suivante de SmackDown!, Mark Henry attaqua Benoit pendant un match, le blessant. Benoit annonçait ensuite qu'il prenait un congé sabbatique pour prendre du repos et soigner toutes ses blessures. Le 8 octobre, Benoit faisait son retour à No Mercy, battant William Regal par soumission dans un match surprise. Une semaine plus tard, il remporta son cinquième United States Championship face à Mr. Kennedy aussi par soumission.

#### Rivalité avec les Guerrero et MVP (2006-2007)
Benoit engage ensuite une rivalité avec Chavo et Vickie Guerrero. Il voulait des réponses de la part des Guerrero pour leur méprise envers Rey Mysterio, mais il fut rejeté par les deux et attaqué. Benoit conserva son United States Championship au Survivor Series 2006 et à Armageddon 2006, battant les deux fois Chavo Guerrero. La rivalité s'arrêta après des petits matchs, et autres attaques, notamment un avec sans disqualification, que Benoit remporta pour conserver le titre United States. Il gagna un match où il faisait équipe avec Matt Hardy contre MVP et The Miz, sur lequel il porta son Crippler Crossface pour la victoire.
Après avoir battu Guerrero, Montel Vontavious Porter (MVP) affirmait qu'il est le meilleur homme pour porter le titre US, ce qui l'amena à défier Benoit pour le titre à WrestleMania 23, où Benoit s'imposa. Leur rivalité continua avec un résultat similaire à Backlash. À Judgment Day, cependant, MVP mit la mainmise sur le titre dans un match au meilleur des trois manches.

#### Course au ECW Championship et inactivité (2007)
Le 11 juin 2007, Benoit était drafté de SmackDown! à la ECW à l'occasion de la WWE Draft 2007, après avoir perdu un match face à Bobby Lashley. Le lendemain pour ses débuts à la ECW il fait équipe avec CM Punk pour battre Elijah Burke et Marcus Cor Von par disqualification. À la suite du draft de Lashley vers RAW, le ECW World Championship fut vacant.
Le 19 juin, Benoit catchait son dernier match (ECW) en battant Elijah Burke grâce au Sharpshooter pour devenir challenger numéro un pour le titre vacant et allait affronter CM Punk à Vengeance. Cependant, Chris Benoit fut absent pour des raisons personnelles. Son remplaçant, John Morrison, devint, lui, ECW World Champion. La dernière apparition de Chris Benoit fut à One Night Stand 2007, en tant que Bucheron dans un Lumberjack match entre Mark Henry et Kane. Il est mort 22 jours plus tard.

### Mort
Chris Benoit est retrouvé mort par la police après que celle-ci est entrée dans sa maison pour « vérifier si tout allait bien » après plusieurs rendez-vous manqués, par le concerné. Pope a aussi précisé que la police ne cherchait aucun suspect en dehors de la maison, comme les instruments du décès étaient situés sur la scène du crime.
Le détective Bo Turner de la police locale affirme sur la chaîne de télévision WAGA-TV que ce cas est traité comme un meurtre-suicide. La chaîne rapporte que les investigateurs croient que Benoit a tué sa femme et son fils pendant le weekend et s'est pendu lui-même le lundi.
La World Wrestling Entertainment annule l'édition spéciale de trois heures de RAW le 25 juin, qui est remplacée par un hommage sur la vie et la carrière de Benoit, comprenant ses matchs passés, des segments du DVD Hard Knocks: The Chris Benoit Story, ainsi que des commentaires de catcheurs et d'annonceurs. Cependant, une fois les détails de la tragédie devenus apparents, la WWE se distancie du catcheur en retirant ses produits dérivés et en ne mentionnant plus son nom.
Les rapports toxicologiques sortis le 17 juillet 2007 révèlent qu'au moment de son décès, Nancy Benoit avait trois drogues différentes dans le corps : du Xanax, de l'hydrocodone et de l'hydromorphone, tous étant trouvés à un état thérapeutique, plutôt qu'à des niveaux toxiques.
Daniel Benoit, lui, avait du Xanax dans le corps, ce qui amène le chef médical examinateur, Kris Sperry, à croire qu'il a été mis sous calmant avant d'être tué.
L'examinateur confirme aussi que la drogue GHB n'est présente dans aucun des trois corps, et qu'il n'y a aucune indication sur quoi que ce soit dans le corps de Chris qui aurait contribué à son comportement violent et mené à sa mort tout comme à celle de sa femme et son fils, concluant qu'il n'y a pas de roïd rage (état secondaire de rage produit par les stéroïdes) impliquée.
Le catcheur de la WWE Chris Jericho exclut les accusations de roïd rage, disant que Benoit était une personne tranquille, et pense plutôt que son ami se battait contre une maladie mentale.
En 2003, Chris Benoit est introduit dans le Wrestling Observer Newsletter (WON) Hall of Fame. À la suite du drame, son introduction subit un vote en 2008 pour la conserver ou non. Benoit n'est pas retiré du Hall of Fame, 53,6 % des votants du WON Hall of Fame votent pour lui retirer cette introduction. Pour qu'elle soit effective, il faut 60 %.
Le 30 août 2007, il est révélé que Benoit a pris illégalement des stéroïdes non conformes au Code éthique de santé de la WWE, en février 2006. Benoit a reçu de la nandrolone et de l'anastrozole. Eddie Guerrero et Brian Adams, dans le cadre de cette enquête, ont aussi consommé des stéroïdes juste avant leur mort, tout comme l'ancien de la WWE Sylvain Grenier et onze superstars à ce moment sous contrat à la WWE, qui sont suspendues en écho au Code éthique de santé de la WWE, le « scandale pharmaceutique »,.
Après le double meurtre et le suicide commis par Chris Benoit, son père Michael Benoit est contacté par l'ancien catcheur Chris Nowinski. Ce dernier suggère que des commotions cérébrales subies pendant des années au cerveau de Chris Benoit l'auraient endommagé et amené à ses actions. Des tests sur le cerveau de Benoit sont réalisés par Julian Bailes, le chef de l'équipe de neurologie de l'université de Virginie Occidentale, et les résultats montrent que le « cerveau de Benoit était si sévèrement endommagé qu'il ressemblait au cerveau d'une personne de 85 ans atteinte d'Alzheimer ». Le cerveau de Benoit a semble-t-il atteint une forme avancée de démence similaire à celle de quatre autres cerveaux d'anciens joueurs de la NFL qui ont souffert de plusieurs commotions, sont tombés dans la dépression et se sont montrés violents envers eux-mêmes ou contre d'autres personnes. Bailes et ses collègues concluent que les commotions répétées sont les causes de cet état de démence, ce qui a peut-être contribué à de graves problèmes de comportement. Le père de Benoit suggère que ces dommages au cerveau ont pu amener son fils au meurtre et au suicide.
La recherche sur Benoit conduit plus tard à la découverte d'une Encéphalopathie traumatique chronique (ECT) chez de nombreux autres lutteurs ; en mars 2009, un deuxième lutteur de la WWE, Andrew Martin, meurt et son cerveau est examiné par Bennett Omalu, qui mène des enquêtes sur de nombreux athlètes et des lésions cérébrales. Le 9 décembre 2009, Omalu affirme à ESPN's Outside the Lines que la mort de Martin est attribuée à une ECT.[réf. nécessaire].
Bailes déclare à ESPN que « lorsque nous avons annoncé nos découvertes sur Chris, certains médias ont dit que c'était une rage roid. Nous avons dit à l'époque que la vraie découverte était qu'un traumatisme crânien répété était la cause. Avec Andrew Martin comme deuxième cas, la WWE et le sport en général doivent se demander: "Est-ce une tendance ?" La science nous dit que sauter des échelles de trois mètres et claquer les gens avec des tables et des chaises est tout simplement mauvais pour le cerveau. »
Un litige a depuis été intenté par Konstantin Kyros, qui représente plus de soixante lutteurs et domaines contre la WWE, dont au moins 12 en 2020 sont connus pour être morts, pour le traitement de blessures.

## Palmarès et accomplissements
- Cauliflower Alley Club
  - Future Legend Award (2002)

- Catch Wrestling Association

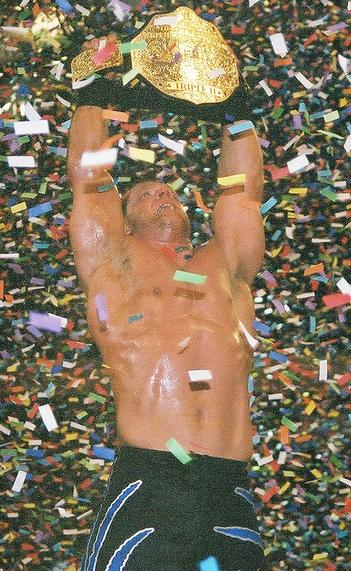
Chris Benoit en tant que World Heavyweight Champion

  - 1 fois CWA World Tag Team Championship

- Extreme Championship Wrestling
  - 1 fois ECW World Tag Team Championship avec Dean Malenko

- Universal Wrestling Association
  - 1 fois UWA World Junior Light Heavyweight Championship

- New Japan Pro Wrestling
  - 1 fois IWGP Junior Heavyweight Championship
  - Super J Cup (1994)
  - Top/Best of the Super Juniors (1993, 1995)

- Stampede Wrestling
  - 4 fois Stampede British Commonwealth Mid-Heavyweight Championship
  - 4 fois Stampede Wrestling International Tag Team Championship avec Ben Bassarab (1), Keith Hart (1), Lance Idol (1) et Biff Wellington (1)
  - Membre du Stampede Wrestling Hall of Fame

- World Championship Wrestling
  - 2 fois WCW United States Heavyweight Championship[29]
  - 1 fois WCW World Heavyweight Championship[30]
  - 2 fois WCW World Tag Team Championship avec Dean Malenko[31]
  - 3 fois WCW World Television Championship[32]

- World Wrestling Entertainment
  - 1 fois WWE World Heavyweight Championship
  - 4 fois WWE Intercontinental Championship
  - 3 fois WWE United States Championship[33]
  - 3 fois World Tag Team Championship
    - 1 fois avec Chris Jericho
    - 2 fois avec Edge

  - 1 fois WWE Tag Team Championship avec Kurt Angle[34]
  - 1 fois WWF light heavyweight championship
  - 1 fois Vainqueur du Royal Rumble (2004)
  - 12ème Triple Crown Champion
  - [11]

### Récompenses
- Wrestling Observer Newsletter
  - Membre du Wrestling Observer Hall of Fame (depuis 2003)
  - 5 Star Match pour son match contre Great Sasuke à la Super J-Cup 1994 New Japan Pro Wrestling
  - 1998 : Catcheur le plus sous-estimé[35]
  - 2002 : Match de l'année pour son match d'équipe avec Kurt Angle contre Edge et Rey Mysterio[36]
  - 2004 : Meilleure rivalité de l'année contre Triple H et Shawn Michaels[37]
  - 2004 : Meilleur bagarreur
  - 4 fois Meilleur catcheur technique (1994, 1995, 2000, 2004)
  - 2 fois Catcheur le plus exceptionnel (2000 et 2004)[38]

- Classement Pro Wrestling Illustrated
  - 10e catcheur de l'année en 1997
  - 3e catcheur de l'année en 2000 et 2001
  - Catcheur de l'année en 2004[39]
  - Match de l'année 2004 contre Shawn Michaels et Triple H[40]
  - Rivalité de l'année 2004 contre Triple H[41]
  - 2e catcheur le plus populaire de l'année en 2004
  - 2e catcheur qui s'est le plus amélioré de l'année en 1996
  - 4e catcheur le plus inspirant de l'année en 2002
  - 2e catcheur le plus inspirant de l'année en 2004
  - 3e retour de l'année en 2002